# 광염 소나타 (드라마)
《광염 소나타》는 KBS 1TV에서 1987년 2월 21일에 방영된 TV문학관으로, 김동인의 소설 《광염 소나타》를 영상화하였다.

## 줄거리
천재인 백민수와 정한술은 음대 동기생였으나, 민수는 교수들의 위선과 권위의식에 실망하여 대학을 중퇴한다. 그 후 한술은 이미 폐인이 되다시피한 민수를 만나게 되고, 자신의 약혼녀 주민애와 함께 민수를 입원시킨다. 하지만 민애는 병문안을 위해 민수의 병실을 들락거리다가 그를 사랑하게 된다.

## 등장 인물
- 태민영
- 우제영
- 임옥경